# Caspar Cruciger

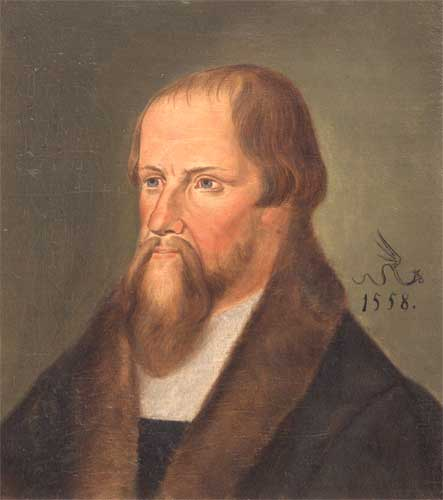
Caspar Cruciger, målad av Lucas Cranach d.y..

Caspar Cruciger (eller Creuziger), född 1 januari 1504 i Leipzig, död 16 november 1548 i Wittenberg, var en tysk teolog. Han var make till Elisabet Cruciger.
Cruciger blev professor i teologi i Leipzig, där han ivrigt deltog i reformationens genomförande, och bistod Martin Luther vid hans bibelöversättning, även om han teologiskt stod Philipp Melanchthon närmare. Han utgav även tillsammans med Georg Rörer de första banden av Wittenbergsupplagan av Luthers skrifter (1539-).